# David Comberry
Jean François David Comberry, dit David Comberry, né le 20 mai 1792 à Bordeaux et mort le 25 novembre 1834 à Lyon, est le directeur sourd de l'institution des sourds-muets de Saint-Étienne à partir de 1815, qui est transférée à Lyon en 1824.

## Biographie
David Comberry est un fils de Joseph Comberry et de Marie Gouteyron. Il étudie à Bordeaux puis à l'Institut National des Jeunes Sourds à l'âge de dix ans. Il a une formation de couturier.
En 1815, David demande un travail à la Mairie de Saint-Étienne et le maire lui propose de diriger une école pour les sourds-muets. Malgré ses compétences, il finit par accepter après une longue réflexion. L'école ouvre en 1815 et est transférée à Lyon en 1824.
Le 19 mai 1819, il épouse Jeanne Monnier à Saint-Étienne et ils ont ensemble une fille, Jeanne Marie Agathe Comberry. En 1834, David meurt en léguant le poste de directeur à l'abbé Plasson qui sera ensuite remplacé par Claudius Forestier, son gendre, époux d'Agathe Comberry.

## Hommages
Un square de Saint-Étienne porte le nom de David Comberry depuis 2005.